# 嬰兒轉運站
《嬰兒轉運站》（韓語：브로커），是一部2022年韓國劇情片，由日本導演是枝裕和編導，是他的第一部韓國電影。宋康昊、姜棟元、裴斗娜、李知恩和李周映主演，這部電影圍繞著兩位嬰兒人口販子與孩子的母親聯手，展開公路旅行為孩子尋找新父母的故事。入圍第75届坎城影展金棕櫚獎，5月26日坎城影展首映，導演是枝裕和獲得天主教人道精神獎，宋康昊赢得坎城最佳男演員獎。2022年6月8日在韓國上映。

## 劇情
一天晚上下起大雨，一名女子善雅（李知恩飾）把襁褓中的兒子羽星棄養在釜山家庭教會。經營洗衣店但一直負債累累的相鉉（宋康昊飾）和在教會工作的東秀（姜棟元飾）偷偷運走了羽星。第二天，善雅受不了良心煎熬，回去尋找她的孩子。當善雅試圖向警方報案嬰兒失蹤的情況時，兩人供認不諱他們是非法的嬰兒仲介，並聲稱自己除求財外，也重視嬰兒幸福，會將拐賣的孩子交到有責任心的父母手上。善雅在得知販賣羽星可獲得一千萬韓元後，儘管不認同二人的做法，仍決定與相鉉和東秀一起去尋找羽星的新父母。與此同時，秀珍組長（裴斗娜飾）和他的後輩李姓刑警（李周映飾）目睹了整個過程。為了將他們以現行犯逮捕遂進行跟蹤。
相鉉等人到了盈德郡，會見欲購買羽星的夫妻，但是對方以羽星眉毛少、長相不好看為由砍價，善雅不滿兒子遭人數落，一氣之下阻止了交易，無奈的相鉉與東秀只好再次尋找新的客戶。之後相鉉與東秀到了東秀成長的育幼院探訪許久不見的院長，在那裏，善雅看不慣東秀批判那些孤兒的母親，對後者冷言冷語，兩人爆發爭吵。經過相鉉解釋後，善雅才得知東秀年幼時曾被母親棄養一事，兩人在隔日早上化解隔閡。眾人再次上路，卻在路上發現育幼院一位頑皮的孩子海進偷偷潛入車上。旅途中相鉉因廂型車的後廂蓋未關好，被一名警察攔下，一行人假扮為家人以免遭到懷疑。而後來善雅亦表示其本名其實是「文素英」，而「善雅」只是借用了一名認識的其他人的名字而已。
秀珍對於相鉉交易緩慢感到不滿，嘗試釣魚偵查，安排民眾假扮成夫妻於蔚珍郡與他們購買羽星。到交易現場，東秀卻熟練地識破二人謊言，因為他們對治療不孕的知識一無所知。後相鉉聯絡到一對來自首爾的尹姓夫婦，表示對羽星感到興趣。而遭素英殺害之嫖客的遺孀聯絡上泰浩，稱自己欲撫養與其遭殺害的丈夫有親子關係的羽星。夜晚，秀珍與李姓刑警聯絡素英，表示願意以提供她減刑機會作交換條件，而素英須協助警方偵辦買賣嬰兒的案件；惟素英不滿秀珍嘲諷她拋棄兒子的舉動，遂不歡而散。飽受壓力的素英向相鉉與東秀道出自己殺人一事。隔日早上，兩人在打暈前來騷擾的泰浩後，帶上素英與孩子們繼續上路。
在搭乘火車前往首爾途中，相鉉與素英攀談，詢問後者當初拋棄羽星後，是否真的會如留下的信件所言回來找孩子，相鉉也鼓勵素英勇敢挽留羽星。到了目的地，一行人與尹姓夫妻見面，夫妻倆對羽星的熱忱讓眾人確認他們是適合的父母，然而，尹先生卻表示未來不希望素英與羽星見面，以將羽星當成親生孩子扶養，並給予他們時間考慮。眾人之後於月尾主題公園度過快樂的下午，素英於搭乘摩天輪時透露她無法照顧孩子的愧疚，害怕羽星長大後無法原諒一位殺人犯母親，東秀坦言他願意成為原諒她的人，並表示他或許能夠擔任羽星的父親，竊聽對話的秀珍也對素英一行人逐漸產生同理心。夜晚，相鉉與自己闊別已久的女兒會面，獲悉前妻已經與他人結婚並懷上孩子，並要求女兒轉述希望相鉉不要再來聯絡。
素英與秀珍亦再次商議，秀珍稱素英若協助警方逮捕相鉉與東秀，她會讓素英以傷害致死的罪嫌移送，服刑三年便可能出獄與羽星見面。另一方面，相鉉猜測素英可能已經出賣了眾人，要東秀盡速聯絡尹姓夫妻完成交易，自己則去與再次前來的泰浩談判。當東秀準備交易羽星時，與尹姓夫妻一同被警方抓獲。不久後電視新聞播報了泰浩遭殺害的消息。
兩年半過去，素英因表現良好獲得假釋，在加油站工作。這段時間羽星由秀珍與丈夫扶養；而海進也回到了育幼院；只有相鉉仍不知所蹤。

## 演員陣容

### 主演
| 演員   | 角色   | 介紹                                               |
| 宋康昊 | 相鉉   | 自稱是善意的嬰兒仲介，試圖找到適合的人來扶養孩子。 |
| 姜棟元 | 東秀   | 在育幼院長大的嬰兒仲介。                           |
| 裴斗娜 | 秀珍   | 緊追著嬰兒仲介的刑警。                             |
| 李知恩 | 素英   | 拋棄嬰兒的年輕媽媽。                               |
| 李周映 | 李刑警 | 與秀珍一起追捕嬰兒仲介的後輩刑警。                 |

### 助演
| 演員   | 角色   | 介紹                                   |
| 林承修 | 海進   | 育幼院裡一直想被領養的孩子，爱踢足球。 |
| 朴智勇 | 羽星   | 素英的兒子。                           |
| 金善映 |        | 育幼院院長夫人。                       |
| 李茂生 | 善浩   | 秀珍的丈夫。                           |
| 李東輝 | 宋志哲 | 秀珍找來假扮要非法買賣嬰兒的夫妻。     |
| 金玺碧 | 宋太太 | 秀珍找來假扮要非法買賣嬰兒的夫妻。     |
| 白賢鎮 | 崔刑警 | 調查殺人案件的刑警。                   |
| 吳熙俊 |        | 崔刑警的下屬。                         |
| 劉慶秀 | 泰浩   | 相鉉的熟人朋友兒子。                   |
| 成愉頻 | 煐岷   | 育幼院的孩子。                         |
| 朴康燮 | 時宇   | 與東秀一起在育幼院長大的朋友。         |

### 其他人物
| 演員   | 角色   | 介紹                 |
| 金錦順 | 朴女士 | 素英稱之為媽媽的人。 |
| 姜吉宇 | 林氏   | 想領養羽星的夫妻。   |
| 金藝恩 | 林太太 | 想領養羽星的夫妻。   |
| 郑志宇 | 尹太太 | 想領養羽星的夫妻。   |
| 尹瑟   |        | 管理嬰兒保護艙職員。 |
| 郑钟烈 |        | 管理嬰兒保護艙牧師。 |
| 李艺瑞 | 藝書   | 相鉉的女兒。         |
| 崔熙真 | 美淑   | 死者的妻子。         |
| 李道均 |        | 警察。               |

### 特別出演
| 演員   | 角色 | 介紹               |
| 宋詩曦 |      | 育幼院院長。       |
| 朴海俊 | 尹氏 | 想領養羽星的夫妻。 |

## 製作
2020年8月26日，據報導宋康昊、姜棟元和裴斗娜將出演由是枝裕和執導的電影《Broker》（브로커），這也是是枝裕和的首部韓國電影。2021年2月1日，據報導李知恩加入演員陣容，拍攝預定於2021年4月開始進行。2021年3月26日，據報導李周映加入演員陣容。主體拍攝於2021年4月14日開始進行，拍攝地點包括首爾、釜山市以及梁山市。拍攝於同年6月24日殺青。

## 發行
《嬰兒轉運站》在韓國定於2022年6月8日上映，同時該片入圍第75屆坎城影展競賽片單元。全場觀眾在該片播映後起立鼓掌12分鐘。

## 評價
《嬰兒轉運站》在媒體和影評家之間的評價趨於正面，爛番茄根據73條專業評論，獲得90%新鮮度，平均分數7.4/10，網站共識評價寫道：「《嬰兒轉運站》避開了多愁善感的邊緣，但始終以是枝裕和溫暖、溫柔憂鬱的方式為基礎。」Metacritic則根據20條評論（17條好評，3條褒貶不一），總結平均分數76分（滿分100）。
《IndieWire》的艾拉·坎普（英語：Ella Kemp）給予本片的評分為「A-」，寫道：「這一前提的執行在某種程度上是奇蹟般的敏感，提出了關於道德、選擇、金錢、謀殺、家庭以及如何在這一切令人遺憾的混亂中找到愛的問題」。為《好萊塢報導》撰文的大衛·魯尼（英語：David Rooney）讚譽演員們的表演和是枝的導演，稱道：「這在不太巧妙的人手中可能是公式化的，但是枝有著始終如一的輕觸，這是一種將情感的真實性和自發性注入每一刻的方式」。《BBC》的尼可拉斯·巴伯（英語：Nicholas Barber）給本片滿分5顆星的評分，稱本片為「年度最令人愉悅的電影之一。」。
少數持批評觀點的媒體和影評家中，《每日電訊報》的提姆·羅比（英語：Tim Robey）給本片2顆星（滿分5顆星）的評分，寫道：「交替出現的貧乏和傷感，這可能是坎城影展競賽片中最令人失望的電影」，同樣給本片2顆星（滿分5顆星）分數的《衛報》影評家彼得·布拉德肖（英語：Peter Bradshaw）則批評「如果有人能推銷這樣一個不可靠的前提，那就是出色的演員宋康昊，但那種吊兒郎當的普通人的正派作風並不能解决天真、難以置信和天真的問題。這是是枝少有的失誤」。

### 影評年度十大電影排行
- No. 3 /Film（英语：/Film）[註 1][17]
- No. 7 奧斯汀紀事報[註 2][18]
- － 觀察者（英语：Observer Media）[註 3][19]

### 獎項
| 頒獎典禮                   | 日期           | 獎項                      | 入圍者                             | 結果       | 參                          |
| -------------------------- | -------------- | ------------------------- | ---------------------------------- | ---------- | --------------------------- |
| 坎城影展                   | 2022年5月28日  | 金棕櫚獎                  | 《嬰兒轉運站》（是枝裕和）         | 提名       | [ 20 ] [ 21 ] [ 22 ]        |
| 坎城影展                   | 2022年5月28日  | 最佳男演員獎              | 宋康昊                             | 獲獎       | [ 20 ] [ 21 ] [ 22 ]        |
| 坎城影展                   | 2022年5月28日  | 天主教人道精神獎最佳電影  | 《嬰兒轉運站》（是枝裕和）         | 獲獎       | [ 20 ] [ 21 ] [ 22 ]        |
| 慕尼黑電影節               | 2022年7月2日   | 阿萊獎最佳國際電影        | 《嬰兒轉運站》（是枝裕和）         | 獲獎       | [ 23 ]                      |
| 耶路撒冷電影節             | 2022年7月31日  | 國際競爭單元              | 《嬰兒轉運站》                     | 入选       | [ 24 ]                      |
| 挪威國際電影節             | 2022年8月26日  | 一縷陽光獎                | 《嬰兒轉運站》（是枝裕和、李維真） | 獲獎       | [ 25 ]                      |
| 春史電影獎                 | 2022年9月30日  | 男主角獎                  | 宋康昊                             | 提名       | [ 26 ] [ 27 ] [ 28 ] [ 29 ] |
| 春史電影獎                 | 2022年9月30日  | 新人女演員獎              | 李知恩                             | 獲獎       | [ 26 ] [ 27 ] [ 28 ] [ 29 ] |
| 釜日電影獎                 | 2022年10月6日  | 最優秀作品獎              | 《嬰兒轉運站》                     | 提名       | [ 30 ] [ 31 ] [ 32 ]        |
| 釜日電影獎                 | 2022年10月6日  | 最優秀導演獎              | 是枝裕和                           | 提名       | [ 30 ] [ 31 ] [ 32 ]        |
| 釜日電影獎                 | 2022年10月6日  | 女配角獎                  | 李周映                             | 提名       | [ 30 ] [ 31 ] [ 32 ]        |
| 釜日電影獎                 | 2022年10月6日  | 新人女子演技獎            | 李知恩                             | 提名       | [ 30 ] [ 31 ] [ 32 ]        |
| 釜日電影獎                 | 2022年10月6日  | 腳本獎                    | 是枝裕和                           | 提名       | [ 30 ] [ 31 ] [ 32 ]        |
| 釜日電影獎                 | 2022年10月6日  | 攝影獎                    | 洪坰杓                             | 提名       | [ 30 ] [ 31 ] [ 32 ]        |
| 釜日電影獎                 | 2022年10月6日  | 音樂獎                    | 鄭在日                             | 提名       | [ 30 ] [ 31 ] [ 32 ]        |
| 夏威夷國際電影節           | 2022年11月15日 | 哈利庫拉尼電影視野獎      | 是枝裕和                           | 獲獎       | [ 33 ]                      |
| 奧斯陸南方電影節           | 2022年11月19日 | 主競賽－銀鏡獎            | 《嬰兒轉運站》                     | 提名       | [ 34 ]                      |
| 韓國電影評論家協會獎       | 2022年11月23日 | 新人女演員獎              | 李知恩                             | 獲獎       | [ 35 ]                      |
| 韓國電影評論家協會獎       | 2022年11月23日 | 影評10選                  | 《嬰兒轉運站》                     | 獲獎       | [ 35 ]                      |
| 青龍電影獎                 | 2022年11月25日 | 最優秀作品獎              | 《嬰兒轉運站》                     | 提名       | [ 36 ] [ 37 ]               |
| 青龍電影獎                 | 2022年11月25日 | 導演獎                    | 是枝裕和                           | 提名       | [ 36 ] [ 37 ]               |
| 青龍電影獎                 | 2022年11月25日 | 男主角獎                  | 宋康昊                             | 提名       | [ 36 ] [ 37 ]               |
| 青龍電影獎                 | 2022年11月25日 | 新人女演員獎              | 李知恩                             | 提名       | [ 36 ] [ 37 ]               |
| 青龍電影獎                 | 2022年11月25日 | 劇本獎                    | 是枝裕和                           | 提名       | [ 36 ] [ 37 ]               |
| 青龍電影獎                 | 2022年11月25日 | 攝影照明獎                | 洪坰杓、朴正宇                     | 提名       | [ 36 ] [ 37 ]               |
| 青龍電影獎                 | 2022年11月25日 | 音樂獎                    | 鄭在日                             | 提名       | [ 36 ] [ 37 ]               |
| 青龍電影獎                 | 2022年11月25日 | 人氣明星獎                | 李知恩                             | 獲獎       | [ 36 ] [ 37 ]               |
| 大鐘獎                     | 2022年12月9日  | 作品獎                    | 《嬰兒轉運站》（李維真）           | 提名       | [ 38 ] [ 39 ]               |
| 大鐘獎                     | 2022年12月9日  | 男主角獎                  | 宋康昊                             | 提名       | [ 38 ] [ 39 ]               |
| 大鐘獎                     | 2022年12月9日  | 新人女演員獎              | 李知恩                             | 提名       | [ 38 ] [ 39 ]               |
| 大鐘獎                     | 2022年12月9日  | 攝影獎                    | 洪坰杓                             | 提名       | [ 38 ] [ 39 ]               |
| 印第安納電影記者協會獎     | 2022年12月19日 | 最佳外語片                | 《嬰兒轉運站》                     | 提名       | [ 40 ] [ 41 ]               |
| 印第安納電影記者協會獎     | 2022年12月19日 | 最佳整體演出              | 《嬰兒轉運站》                     | 提名       | [ 40 ] [ 41 ]               |
| 討論電影評論家獎           | 2023年1月4日   | 最佳國際劇情片            | 《嬰兒轉運站》                     | 提名       | [ 42 ] [ 43 ]               |
| Gold House2023年度金榜     | 2023年1月10日  | 最佳主演獎                | 宋康昊                             | 榮譽提名獎 | [ 44 ]                      |
| 芝加哥獨立影評人贏獨獎     | 2023年1月21日  | 最佳外語電影              | 《嬰兒轉運站》（李維真）           | 提名       | [ 45 ] [ 46 ]               |
| 美國退休人員協會成人電影獎 | 2023年1月28日  | 最佳外語片                | 《嬰兒轉運站》                     | 提名       | [ 47 ] [ 48 ]               |
| 有色人種進步協會形象獎     | 2023年2月24日  | 最佳國際電影              | 《嬰兒轉運站》                     | 提名       | [ 49 ] [ 50 ]               |
| 亞洲電影大獎               | 2023年3月12日  | 最佳導演                  | 是枝裕和                           | 獲獎       | [ 51 ] [ 52 ]               |
| 亞洲電影大獎               | 2023年3月12日  | 最佳新演員                | 李知恩                             | 提名       | [ 51 ] [ 52 ]               |
| 百想藝術大獎               | 2023年4月28日  | 電影部門 男子最優秀演技獎 | 宋康昊                             | 提名       | [ 53 ]                      |
| 百想藝術大獎               | 2023年4月28日  | 電影部門 女子配角獎       | 裴斗娜                             | 提名       | [ 53 ]                      |
| 百想藝術大獎               | 2023年4月28日  | 電影部門 女子新人演技獎   | 李知恩                             | 提名       | [ 53 ]                      |

## 外部連結
- 日本官方網站
- 互联网电影数据库（IMDb）上《孩子轉運站》的资料（英文）
- NAVER上《嬰兒轉運站》的資料
- Daum上《嬰兒轉運站》的資料

- 豆瓣电影上《嬰兒轉運站》的資料 （简体中文）